# NGC 4322
NGC 4322 is een ster in het sterrenbeeld Hoofdhaar. Het hemelobject werd in 1882 ontdekt door de Duitse astronoom Ernst Wilhelm Leberecht Tempel.